# 千葉県道70号大栄栗源干潟線
千葉県道70号大栄栗源干潟線（ちばけんどう70ごう たいえいくりもとひかたせん）は、千葉県成田市所の国道51号との交点を起点とし、旭市清和乙の千葉県道28号旭小見川線との交点を終点とする県道（主要地方道）である。成田市から香取市大角（おおとがり）の千葉県道56号佐原椿海線との三叉路までの区間は2018年4月まで有料道路区間で、東総有料道路とよばれた。

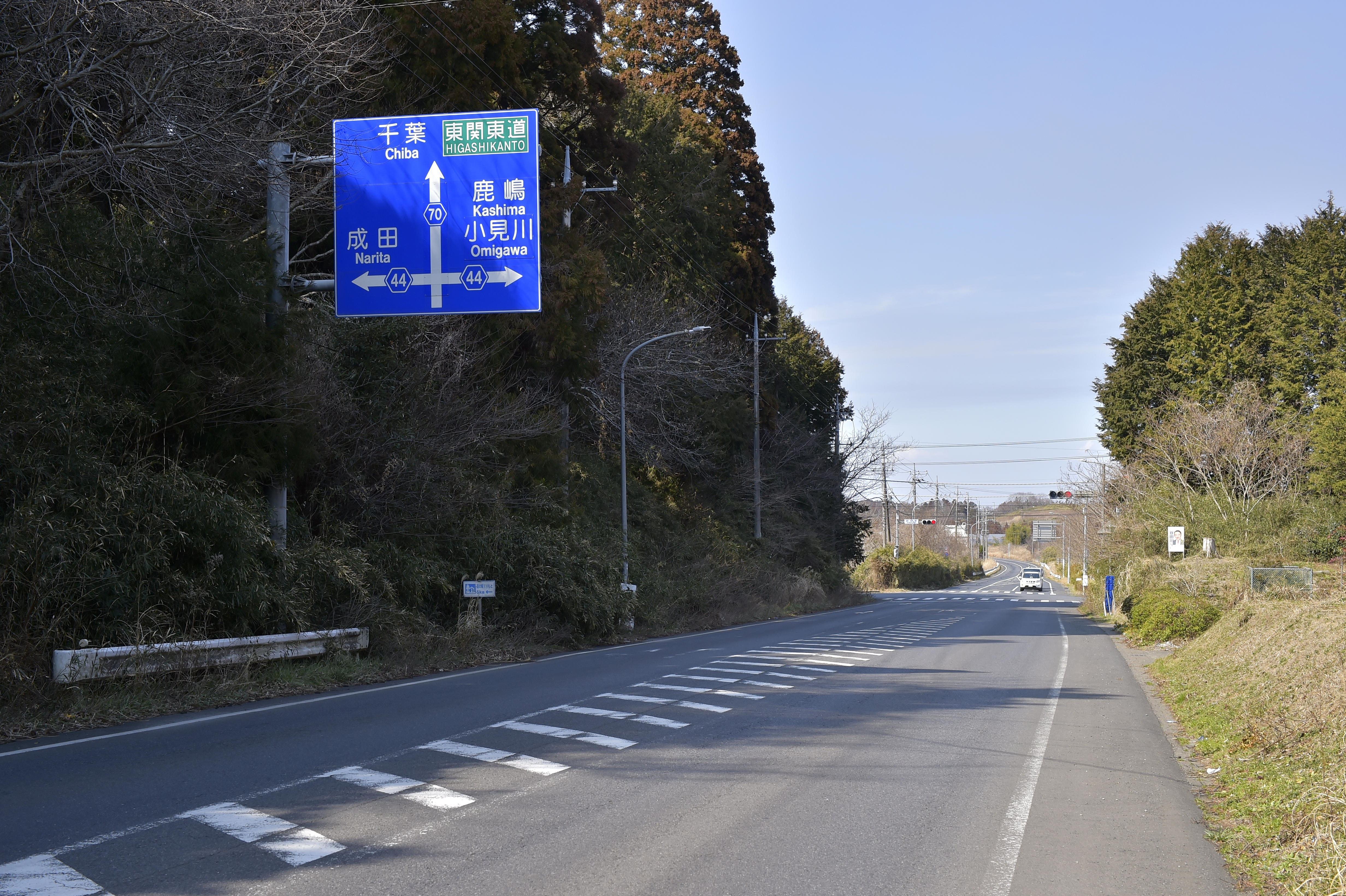
千葉県道70号大栄栗源干潟線
香取市岩部の岩部東交差点付近（2023年3月）

## 路線データ
- 起点 : 成田市所
- 終点 : 旭市清和乙
- 総延長：*.* km（成田土木事務所管内：1.319 km[2]、香取土木事務所管内：4.311 km[3]、海匝土木事務所管内：*.* km）
- 重用延長：*.* km（成田土木事務所管内：0.0 km、香取土木事務所管内：1.439 km、海匝土木事務所管内：*.* km）
- 未供用延長：なし（成田土木事務所管内：0.0 km、香取土木事務所管内：*.* km、海匝土木事務所管内：*.* km）
- 実延長：*.* km（成田土木事務所管内：1.319 km[2]、香取土木事務所管内：2.772 km[3]、海匝土木事務所管内：*.* km）

## 路線状況

### 重複するおもな道路
- 千葉県道56号佐原椿海線（香取市大角 - 香取市新里）

## 地理

### 通過する自治体
- 千葉県
  - 成田市 - 香取市 - 旭市

### 接続するおもな道路
- 国道51号（起点）
- 千葉県道16号佐原八日市場線（香取市助沢、助沢IC）
- 千葉県道44号成田小見川鹿島港線（香取市岩部）
- 千葉県道114号八日市場山田線（香取市大角）
- 千葉県道56号佐原椿海線（香取市大角、香取市新里、この区間重複）
- 千葉県道149号八日市場府馬線（旭市鏑木）
- 千葉県道28号旭小見川線（終点）